# Masíh Alínežádová
Masíh Alínežádová (* 11. září 1976) je íránsko-americká novinářka, spisovatelka a aktivistka za práva žen. Kritizuje stav lidských práv v Íránu, zejména práv žen. Vyzývá Íránky, aby na sociálních sítích zveřejňovaly své fotky bez hidžábu, což je v rozporu se zákonem.
Žije v exilu v New Yorku.

## Dílo
V roce 2018 vydala knihu nazvanou Vítr v mých vlasech, kde pojednává o svých zkušenostech z dospívání v Íránu.

## Ve filmu
Životní příběh Alínežádové natočila íránská režisérka Nahid Perssonová. Film s názvem Buď můj hlas byl v březnu 2022 promítán i v Česku na festivalu Jeden svět. Brzy po konci natáčení se íránský režim Alínežádovou pokusil unést ze Spojených států a zavraždit. Na premiéry filmu po Evropě ji proto doprovázela ochranka. „Kdyby se neustále bála, že ji zabijí, bylo by to, jako by ji už zabili,“ shrnula její motto režisérka filmu Nahid Perssonová.